# Parrya simulatrix
Parrya simulatrix är en korsblommig växtart som beskrevs av Ennafa Vasil'evna Nikitina. Parrya simulatrix ingår i släktet Parrya och familjen korsblommiga växter. Inga underarter finns listade i Catalogue of Life.